# Osiedle Tysiąclecia (Gniezno)
Osiedle Tysiąclecia – osiedle mieszkaniowe we wschodniej części Gniezna, na terenie dawnej wsi Piaski (część administracyjnego Osiedla nr II „Tysiąclecie”) zamieszkiwane przez 10 tys. mieszkańców. Od zachodu graniczy z dzielnicą Stare Miasto, od północy z dzielnicą Winiary, od północy i wschodu z dzielnicą Ustronie, od wschodu z dzielnicą Róża, od południa z dzielnicą Konikowo. Zabudowa głównie pięcio- (z końca lat 60. XX wieku), jedenasto- (trzy bloki mieszkalne z początku lat 70.) i dwunastokondygnacyjna (jeden blok mieszkalny z początku lat 80.) oraz jednorodzinna. Na osiedlu mieszczą się m.in. przedszkola, szkoły podstawowe, urzędy pocztowe, banki, biblioteka, kluby i obiekty sportowe, Centrum Kultury oraz Telewizja „Gniezno”

## Ulice
- Leona Barciszewskiego
- Jana Bilskiego
- Budowlanych
  - (GSM) - Gnieźnieńska Spółdzielnia Mieszkaniowa
- Stanisława Chudoby
- Cicha
- Kwiatowa
  - Kościół św. Maksymiliana Kolbego
- Antoniego Laubitza
- Łazienki
  - Kąpielisko miejskie nad jeziorem jeziorem Winiary
- Józefa Paczkowskiego
  - sklep Biedronka
- Park „Trzech Kultur”
- Park „XXV-Lecia”
- Franklina Delano Roosevelta
  - Galeria handlowa Kaufland w miejscu dawnego zakładu „Polanex”
  - Market PSS Społem „Ziemowit”
  - Rada Osiedla nr II „Tysiąclecie” Miasta Gniezna
  - sklep Lidl
- Władysława Sikorskiego
- Tadeusza Sobieralskiego
- Spokojna
  - Baseny letnie
- Sportowa
  - Hala sportowa GOSiR
  - Hala widowiskowo-sportowa im. Mieczysława Łopatki
  - Stadion im. Alfonsa Finika
- Stanisława Staszica
- Mateusza Zabłockiego